# Oswaldo Ramírez
Oswaldo Felipe Ramírez Salcedo (Lima, 28 marzo 1947) è un ex calciatore peruviano, di ruolo attaccante.
Con 195 reti è attualmente il secondo miglior marcatore di sempre del campionato peruviano. È inoltre l'ottavo miglior marcatore di sempre nella Coppa Libertadores, con 26 gol in 50 partite.

## Carriera
Inizia la sua carriera in Perù nel 1966 allo Sport Boys; nel 1968 vince la classifica cannonieri del Campionato peruviano con 26 reti in 26 partite. Nel 1970 è ingaggiato dall'Universitario de Deportes, dove resta per 5 anni, vincendo 2 titoli nazionali. Con l'Universitario in totale gioca 183 partite e segna 95 gol.
Nel 1975 sbarca in Messico, all'Atlético Español e vince subito la CONCACAF Champions' Cup.
Nel 1977 passa allo Sporting Cristal, dove rimane per 3 anni. Nel 1980 si trasferisce al Deportivo Galicia. Torna allo Sporting Cristal nel 1981. Si ritira nel 1982.

### Nazionale
Nel 1969 ha segnato i due gol del Perù nel pareggio 2-2 contro l'Argentina a Buenos Aires, causando l'eliminazione argentina dal Mondiale 1970.
Con la Nazionale peruviana prende parte al campionato del mondo 1970 e conquista la Coppa America 1975.

## Statistiche

### Presenze e reti nei club
| Stagione                | Squadra                 | Campionato              | Campionato | Campionato | Totale   | Totale |
| Stagione                | Squadra                 | Campionato              | Presenze   | Reti       | Presenze | Reti   |
| ----------------------- | ----------------------- | ----------------------- | ---------- | ---------- | -------- | ------ |
| 1966                    | Sport Boys              | CD                      | 14         | 4          | 14       | 4      |
| 1967                    | Sport Boys              | CD                      | 24         | 10         | 24       | 10     |
| 1968                    | Sport Boys              | CD                      | 26         | 26         | 26       | 26     |
| 1969                    | Sport Boys              | CD                      | 18         | 10         | 18       | 10     |
| Totale Sport Boys       | Totale Sport Boys       | Totale Sport Boys       | 82         | 50         | 82       | 50     |
| 1970                    | Universitario           | CD                      | 19         | 7          | 19       | 7      |
| 1971                    | Universitario           | CD                      | 23         | 11         | 23       | 11     |
| 1972                    | Universitario           | CD                      | 39         | 20         | 39       | 20     |
| 1973                    | Universitario           | CD                      | 25         | 14         | 25       | 14     |
| 1974                    | Universitario           | CD                      | 44         | 26         | 44       | 26     |
| 1975                    | Universitario           | CD                      | 3          | 2          | 3        | 2      |
| Totale Universitario    | Totale Universitario    | Totale Universitario    | 153        | 80         | 153      | 80     |
| 1975-1976               | Atlético Español        | PDM                     | 32         | 9          | 32       | 9      |
| 1976-1977               | Atlético Español        | PDM                     | 14         | 3          | 14       | 3      |
| Totale Atlético Español | Totale Atlético Español | Totale Atlético Español | 46         | 12         | 46       | 12     |
| 1977                    | Sporting Cristal        | CD                      | 37         | 22         | 37       | 22     |
| 1978                    | Sporting Cristal        | CD                      | 21         | 10         | 21       | 10     |
| 1979                    | Sporting Cristal        | CD                      | 14         | 5          | 14       | 5      |
| Totale Sporting Cristal | Totale Sporting Cristal | Totale Sporting Cristal | 72         | 37         | 72       | 37     |
| 1980                    | Deportivo Galicia       | PD                      | ?          | ?          | ?        | ?      |
| 1981                    | Sporting Cristal        | CD                      | 33         | 19         | 33       | 19     |
| 1982                    | Sporting Cristal        | CD                      | 24         | 8          | 24       | 8      |
| Totale Sporting Cristal | Totale Sporting Cristal | Totale Sporting Cristal | 57         | 27         | 57       | 27     |
| Totale carriera         | Totale carriera         | Totale carriera         | 410        | 206        | 401      | 206    |

## Palmarès

### Club

#### Competizioni nazionali
- Campionato peruviano: 4

Universitario: 1971, 1974
Sporting Cristal: 1979, 1980

#### Competizioni internazionali
- CONCACAF Champions' Cup: 1

Atlético Español: 1975

### Nazionale
- Coppa America: 1

1975

### Individuale
- Capocannoniere del Campeonato Descentralizado: 2

1968 (26 gol), 1981 (18 gol)
- Capocannoniere della Coppa Libertadores: 2

1972 (7 gol, a pari merito con Toninho Guerreiro, Teófilo Cubillas e Percy Rojas), 1975 (8 gol, a pari merito con Fernando Morena)